# Zygmunt Rau
Zygmunt August Rau (ur. 13 października 1887 w Berdyczowie, zm. w kwietniu 1945 w KL Mauthausen-Gusen) – polski inżynier elektryk i działacz niepodległościowy.

## Życiorys

### Działalność zawodowa
Uczył się gimnazjum w Żytomierzu, gdzie był zaangażowany w działalność niepodległościowej korporacji uczniowskiej. Po jego ukończeniu w 1905 podjął studia elektrotechniczne w Instytucie Elektrotechnicznym w Liège. W Belgii był współzałożycielem „Czytelni Polskiej”, z czasem zostając także jej prezesem. Po przekształceniu czytelni w Stowarzyszenie Polskiej Młodzieży Postępowej „Spójnia”, został członkiem jej zarządu. W 1909 ukończył studia w Liège, uzyskując dyplom inżyniera elektryka.
Następnie wyjechał do Rosji gdzie przebywał m.in. w Moskwie, Władykaukazie i Kursku, pracując w biurach konstrukcyjnych i projektowych, związanych z realizacją oświetlenia i tramwajów. Po pobycie w Tbilisi gdzie pracował w elektrowni, przeniósł się do oddziału AEG w Charkowie, a następnie, w 1915 do oddziału firmy w Sosnowcu, a także do pracy w kopalni „Saturn” w Czeladzi. Tam jako sekretarz Polskiej Partii Socjalistycznej oraz pracował społecznie w spółdzielczości. Podczas pobytu w Zagłębiu był członkiem zarządu klubu pracowników, członkiem zarządu i prezesem stowarzyszenia spożywców „Praca”, a także radnym Rady Miejskiej w Czeladzi i kandydatem na burmistrza miasta. W latach 1918–1920 pracował w elektrowni tramwajowej w Warszawie i jednocześnie udzielał się społecznie w Spółdzielni Pracowników Tramwajowych „Prąd”. Przez następne dwa lata był dyrektorem elektrowni w Grudziądzu.
W 1922 podjął pracę w Elektrowni Łódzkiej jako inżynier ruchu, w 1926 jako kierownik biura budowy, w 1932 zostając jej prokurentem, a następnie wicedyrektorem do spraw technicznych i od 1936 pełnił jednocześnie funkcję kierownika wydziału sieci.

### II wojna światowa
Podczas II wojny światowej pracował w Wytwórni Maszyn Elektrycznych „Elektrobudowa” w Łodzi oraz był działaczem Komitetu Pomocy Więźniom Radogoszcza oraz działał w ZWZ-AK, w ramach której działał od 1942 w komórce mającej m.in. na celu czuwanie nad technicznymi urządzeniami miejskimi, aby zabezpieczyć uruchomienie w momencie wycofywania się okupanta.
W wyniku odkrycia przez okupantów tajnej drukarni i przeprowadzenia masowych aresztowań, został aresztowany wraz z żoną 16 września 1943 i uwięziony w więzieniu przy ul. S. Sterlinga w Łodzi. 9 grudnia 1943 został wywieziony do obozu w Mauthausen-Gusen, gdzie ze względu na dobrą znajomość języków obcych – francuskiego, niemieckiego, rosyjskiego, angielskiego – został zatrudniony w sekretariacie obozowym. Zginął podczas likwidacji obozu, pod koniec kwietnia 1945 roku, około 10 dni przed wyzwoleniem obozu koncentracyjnego przez wojska alianckie.

### Pozostała działalność
Był członkiem zarządu, a w latach 1929–1938 także przewodniczącym łódzkiego oddziału Stowarzyszenia Elektryków Polskich, będąc jednocześnie członkiem głównego zarządu Stowarzyszenia, a także członkiem zarządu i wiceprzewodniczącym Centralnej Komisji Szkolnictwa Elektrotechnicznego SEP oraz przewodniczącym łódzkiego oddziału tej komisji, delegatem do Centralnej Komisji Normalizacji Elektrotechnicznej SEP, członkiem rady opiekuńczej Zakładu Badawczego Państwowej Szkoły Techniczno-Przemysłowej, a później Państwowej Szkoły Włókienniczej w Łodzi. Był członkiem łódzkiego Towarzystwa Kursów Technicznych, w którym był skarbnikiem, wiceprzewodniczącym, a następnie prezesem. Był członkiem zarządu Związku Zawodowego Techników, prezesem Polskiego Komitetu Elektrotechnicznego w Warszawie.
Od 1929 należał do zarządu, a następnie także pełnił funkcję wiceprezesa Łódzkiego Klubu Sportowego. Był również wiceprzewodniczącym Związku Harcerstwa Polskiego i prowadził Koło Przyjaciół Harcerstwa. Od 1932 był działaczem Towarzystwa Opieki nad Zabytkami Ludoznawczymi i Archeologicznymi w Łodzi. Kandydował w wyborach do sejmu w 1935.

## Życie prywatne
Był synem Ottona Raua i Julii z domu Moes. Został pochowany na Cmentarzu Powązkowskim w Warszawie (Katakumby/Filary, rząd 31, miejsce 1).

## Publikacje
- „Elektrownia Łódzka 1907–1932” (Łódź, 1932)[3]

## Odznaczenia
- Złoty Krzyż Zasługi (11.11.1936[7])

## Upamiętnienie
- Przy ul. Juliana Tuwima 58 w Łodzi znajduje się tablica upamiętniająca pracowników Łódzkiego Zakładu Energetycznego, którzy zginęli podczas II wojny światowej. Wśród wymienionych znajduje się Zygmunt Rau[8].